# Emuarius
Emuarius es un género extinto de aves cuasuariformes de la familia Casuariidae que vivió durante el Oligoceno superior y el Mioceno medio en Australia.

## Etimología
El nombre genérico viene de la combinación de Emu y Casuarius, haciendo alusión a la posición intermedia que ocupa entre emúes (género Dromaius) y casuarios (género Casuarius).

## Taxonomía
El género Emuarius fue descrito en 1992 por Walter E. Boles, quien consideró que el material fósil proveniente de la especie Dromaius gidju era suficientemente diferente de otros miembros del género Dromaius, convirtiéndolo en la especie tipo de un nuevo género. En 2001 fue descrita una segunda especie que recibió el nombre de E. guljaruba. Sin embargo, la validez de esta segunda especie ha sido puesta en duda hasta al menos el descubrimiento de más material fósil.
Mediante análisis filogéneticos efectuados en la especie tipo, se ha demostrado que es un taxón hermano con Dromaius, lo que confirmaría que la familia Casuaridae es monofilética.

### Especies
Se conocen dos especies:
- Emuarius gidju (Patterson & Rich, 1987)
- Emuarius guljaruba Boles, 2001